# Het Zand (Terheijden)
Het Zand is een buurtschap  in de gemeente Drimmelen in de Nederlandse provincie Noord-Brabant. Het ligt iets ten zuidoosten van het dorp Terheijden.
Steden en dorpen: Drimmelen · Hooge Zwaluwe · Lage Zwaluwe · Made · Terheijden · Wagenberg · Zevenbergschen Hoek (deels)

Gehuchten: Blauwe Sluis · Helkant · Oud-Drimmelen

Buurtschappen: Binnen Moerdijk · Gaete · Plukmade · Steelhoven · Stuivezand · Het Zand

Noord-Brabant: Steden en dorpen      Nederland: Provincies · Gemeenten